# Tungufell (berg i Island, Austurland, lat 64,86, long -15,20)
Tungufell är ett berg i republiken Island. Det ligger i regionen Austurland, 300 km öster om huvudstaden Reykjavík. Toppen på Tungufell är 612 meter över havet.
Trakten runt Tungufell är nära nog obefolkad, med mindre än två invånare per kvadratkilometer. Det finns inga samhällen i närheten. Trakten runt Tungufell består i huvudsak av gräsmarker.